# Стражково
Стражково — деревня в Кашинском городском округе Тверской области России. 

## География
Деревня находится в 2 км на северо-запад от города Кашина.

## История
В 1760 году в селе была построена деревянная Спасская церковь с 2 престолами (утрачена летом 2008 года). 
В конце XIX — начале XX века село входило в состав Потуповской волости Кашинского уезда Тверской губернии. 
С 1929 года деревня входила в состав Письяковского сельсовета Кашинского района Кимрского округа Московской области, с 1935 года — в составе Калининской области, с 1994 года — в составе Письяковского сельского округа, с 2005 года — в составе Письяковского сельского поселения, с 2018 года — в составе Кашинского городского округа.

## Население
| 1859 | 1889 | 2002 | 2010 |
| ---- | ---- | ---- | ---- |
| 102  | ↗107 | ↗176 | ↗179 |